# Monosolfuro di carbonio
Il monosolfuro di carbonio è il composto chimico con la formula CS. 

È l'analogo di zolfo del monossido di carbonio, con cui condivide una certa instabilità, che però viene praticamente annullata da una forte tendenza alla polimerizzazione, che rispecchia la grande resistenza dei legami zolfo-carbonio formando polimeri di formula (CS)n.